# Anapausis nigripes
Anapausis nigripes är en tvåvingeart som först beskrevs av Zetterstedt 1860.  Anapausis nigripes ingår i släktet Anapausis och familjen dyngmyggor. Inga underarter finns listade i Catalogue of Life.
Beskrivning. Dyngmyggor är generellt små, mörka tvåvingar som liknar knott (Simuliidae) i utseendet. Huvudet är litet och avrundat med fasettögonen sammanstötande ovanför antennbaserna. Antennerna är korta och består av 7–12 ledstycken och saknar långa hår.
Mellankroppen är avlång och bakkroppen cylindrisk. Benen är relativt korta och kraftiga.
Vindarna har få ribbor, de främre mörkfärgade och de bakre i regel färglösa. Hanarna har komplicerat byggda, asymmetriska kopulationsorgan som är till hjälp vid artbestämningen.
Arterna är generellt svåra att bestämma.
Utbredning och status. I Sverige finns bara ett sentida fynd från Södermanland (Huddinge,
1960) i övrigt bara äldre uppgifter från Stockholmstrakten (1800-tal) och Östergötland. Den reella förekomsten i landet kan vara avsevärt större än det enstaka fyndet indikerar. Arten är även påträffad i Finland, och två fynd från Norge (1995). Har en vidare utbredning i Central- och
Sydeuropa.
Ekologi. Larverna lever i och på murken ved antagligen av björk och andra lövträd. Den vuxna dyngmyggan är relativt kortlivad och oansenlig, vilket medför att få exemplar samlas in.
Hot. Behov av kontinuitet av murken ved.
Åtgärder. Tillgodose lokal kontinuitet i tillgång till murken lövved. Artens förekomst och status måste undersökas.